# جورج أندرو ديفيس جونيور
جورج أندرو ديفيس جونيور (بالإنجليزية: George Andrew Davis)‏ هو ضابط أمريكي، ولد في 1 ديسمبر 1920 في دبلن في الولايات المتحدة، وتوفي في 10 فبراير 1952 في سينويجو في كوريا الشمالية بسبب قتل في المعركة.